# Трисамарийдокозацинк
Трисамарийдокозацинк — бинарное неорганическое соединение
самария и цинка
с формулой Zn22Sm3,
кристаллы.

## Получение
- Сплавление стехиометрических количеств чистых веществ:

{\displaystyle {\mathsf {3Sm+22Zn\ {\xrightarrow {890^{o}C}}\ Zn_{22}Sm_{3}}}}

## Физические свойства
Трисамарийдокозацинк образует кристаллы
ромбической сингонии, пространственная группа I 41/amd, параметры ячейки a = 0,8856 нм, c = 2,1175 нм, Z = 4,
структура типа докозацинктриплутония Pu3Zn22
.
Соединение образуется по перитектической реакции при температуре 890 °C
.